# 小杉尅次
小杉 尅次（こすぎ　かつじ、1942年7月3日 - ）は、日本の哲学者、牧師。専門は地球文明学・宗教哲学。

## 経歴
静岡県天龍市（現浜松市天竜区）生まれ。1963年静岡大学中退、1965年東京神学大学卒、同大学院修士課程修了。1968年から1970年大韓民国・ソウル大学大韓神学大学修士課程修了。
1974年日本基督教団牧師。1977年から1983年ハンブルク大学博士課程、Ph.D.。
大韓民国牧師。静岡産業大学助教授、教授。1993年から1995年日本キリスト教海外医療協力会総主事。

## 著書
- 『現代東アジア論の視座』（御茶の水書房） 1998
- 『現代青年との対話』（日本基督教団出版局） 1999
- 『現代世界と人間復権』（明石書店） 2003

## 翻訳
- 『死ぬまでこの歩みで』（咸錫憲、新教出版社） 1974
- 『抗日民族論』（白基琓、柘植書房） 1975
- 『人間解放とキリスト教教育』（文東煥、新教出版社、第三世界とキリスト教3） 1975
- 『われわれはどこへ行くのか 世界の展望と人間の責任 ミュンヘン大学連続講義集』（カール・フォン・ヴァイツゼッカー、ミネルヴァ書房） 2004
- 『ヨーロッパ精神の源流 その栄光と挫折と教訓の探求』（D・シュヴァニツ、世界思想社） 2006
- 『人間とは何か 過去・現在・未来の省察』（カール・フォン・ヴァイツゼッカー、新垣誠正共訳、ミネルヴァ書房） 2007
- 『尊厳とは何か グローバル化と人類の共生』（ドイツ福音主義教会大会編、新教出版社） 2009
- 『50のドラマで知るヨーロッパの歴史 戦争と和解、そして統合へ』（マンフレッド・マイ、ミネルヴァ書房） 2010
- 『50のドラマで知る世界の歴史 共生社会の再構築へ』（マンフレッド・マイ、ミネルヴァ書房） 2012
- 『自由の条件とは何か1989～1990 ベルリンの壁崩壊からドイツ再統一へ』（カール・フォン・ヴァイツゼッカー、新垣誠正共訳、ミネルヴァ書房） 2012
- 『50のドラマで知るドイツの歴史 祖国統一への道』（マンフレッド・マイ、ミネルヴァ書房） 2013

## 論文
- Cinii